# Ловърбой
Ловърбой (Loverboy) е канадска рок група, сформирана през 1980 г. в Калгари, провинция Албърта.
Много от песните им стават хитове в Канада и САЩ през 1980-те години, като бандата се сдобива с четири мултиплатинени албуми и милиони купени копия от тях.
След като получават отказ от редица американски звукозаписни компании, те подписват с „Колумбия/Си-Би-Ес Рекърдс Канада“ (Columbia/CBS Records Canada) и започват записна работа по първия си албум на 20 март 1980 г.
Оригиналният състав в студиото е Майк Рено (главни вокали), Пол Дийн (китара), Скот Смит (баскитара), Дъг Джонсън (кийборд) и Мат Френет (барабани).
Едни от най-големите им хитове, в частност Turn Me Loose и Working for the Weekend, се превръщат в жанров представител на арена рока; те все още се пускат по радиопрограмите с насоченост към класическия рок.
Понастоящем групата се е установила във Ванкувър, Британска Колумбия.